# 국방통합데이터센터
국방통합데이터센터(國防統合데이터센터, Defense Integrated Data Center, DIDC)는 국방정보시스템 중 컴퓨터 체계에 대한 관리 및 운영 업무를 통합하여 관장하기 위하여 설치된 대한민국 국방부 직할부대이다.

## 설치 근거
- 국방통합데이터센터령 제1조

## 같이 보기
- 대한민국 국방부